# خشکه رود (خرم‌آباد)
خشکه رود روستایی از توابع بخش بیرانوند شهرستان خرم‌آباد در استان لرستان کشور ایران است.

## جمعیت
این روستا در دهستان بیرانوند شمالی قرار دارد و براساس سرشماری مرکز آمار ایران در سال ۱۳۸۵، جمعیت آن ۱۰۲ نفر (۲۳ خانوار) بوده‌است.